# Boisserolles
Boisserolles ist eine Commune déléguée in der französischen Gemeinde Plaine-d’Argenson mit 57 Einwohnern (Stand: 1. Januar 2021) im Département Deux-Sèvres in der Region Nouvelle-Aquitaine. 
Boisserolles wurde am 1. Januar 2018 mit Belleville, Prissé-la-Charrière und Saint-Étienne-la-Cigogne zur neuen Gemeinde Plaine-d’Argenson zusammengeschlossen. Die Gemeinde Boisserolles gehörte zum Arrondissement Niort und zum Kanton Mignon-et-Boutonne.

## Geographie
Boisserolles liegt etwa 24 Kilometer südlich von Niort.

## Bevölkerungsentwicklung
| Jahr                      | 1962 | 1968 | 1975 | 1982 | 1990 | 1999 | 2006 | 2013 |
| Einwohner                 | 90   | 84   | 59   | 71   | 73   | 66   | 50   | 60   |
| Quelle: Cassini und INSEE |      |      |      |      |      |      |      |      |